# Trochosodon aster
Trochosodon aster är en mossdjursart som beskrevs av Bock och Cook 2004. Trochosodon aster ingår i släktet Trochosodon och familjen Biporidae. Inga underarter finns listade i Catalogue of Life.